# Shield Tablet
NVIDIA Shield Tablet llega como la segunda generación de los dispositivos para videojuegos de NVIDIA la cual forma parte del Proyecto SHIELD (Project SHIELD).
A diferencia de la primera generación de la consola se han incorporado algunas mejoras notables en diseño, ahora optando por una tablet, mejoras en rendimiento, ahora ofreciendo una mejor experiencia tanto en videojuegos como en el consumo de contenido multimedia.
La NVIDIA Shield Tablet fue anunciada de manera oficial el 22 de julio de 2014 y estará disponible a partir del 29 de julio de 2014 en Estados Unidos y Canadá, posteriormente el 14 de agosto en Europa en 2 versiones.
NVIDIA Shield Tablet de 16GB (modelo WiFi) por un costo de 299 dólares
NVIDIA Shield Tablet de 32GB (modelo WiFi + 4G LTE) por un costo de 399 dólares
La tablet llega con sus accesorios el GamePad Shield Wireless Controller y la funda Shield tablet Cover, por un costo de 59 dólares y 30 dólares respectivamente.
Las unidades vendidas entre julio de 2014 y julio de 2015 deben devolverse a Nvidia ya que tienen un problema de sobrecalentamiento que puede provocar un peligro por fuego.

## Hardware

### Cámara
La NVIDIA Shield Tablet incorpora 2 cámaras, una trasera de 5 megapíxeles con autoenfoque y modo HDR y una delantera de 5 megapíxeles.

### Touchpad
El GamePad Shield Wireless Controller incorpora un panel táctil.

### Altavoces
Incorpora dos altavoces estéreo en la parte frontal, los cuales cuentan con doble reflector de bajos y tecnología PureAudio, la cual promete una gran experiencia a la hora de jugar o ver contenido multimedia.

### DirectStylus 2
El Stylus también ha recibido una actualización.

### Especificaciones técnicas
- Será lanzada al mercado con Android 4.4 Kit Kat
- Pantalla Full HD multitáctil de 8"
- Resolución 1920 x 1200 pixeles
- Procesador NVIDIA Tegra K1 a 2.2Ghz
- Memoria RAM de 2GB
- Cámara frontal de 5 megapíxeles
- Cámara trasera de 5 megapíxeles (con enfoque automático + HDR)
- Wi-fi
- Bluetooth 4.0
- Ranura microSD
- Puerto mini-HDMI
- Almacenamiento de 16 GB y 32GB (dependiendo de la versión)
- Altavoces estéreo frontales, doble reflector de bajos y micrófono integrado

## Software

### Aplicaciones
Con la inclusión de un nuevo Stylus, llega la aplicación Dabbler para poder utilizarlo, además ahora la antes conocida como “TegraZone” ahora recibirá el nombre “NVIDIA Shield Hub” y se convertirá en un centro multimedia en donde se podrá tener acceso a los juegos Android, PC, streaming y otros contenidos multimedia, todo desde una sola aplicación. (Esta última actualización también la recibirá la anterior consola NVIDIA Shield).

## Shield Wireless Controller
Su funcionamiento se basa en la conexión Wi-Fi Direct, con lo cual se puede ofrecer un soporte para hasta 4 controles al mismo tiempo y obtener una menor latencia de respuesta a la hora de jugar.

### Panel táctil
El GamePad inalámbrico incorpora un pequeño panel táctil.

### Comandos de voz
El Shield Wireless Controller además de incorporar un panel táctil, incorpora un micrófono con el cual se podrá hacer uso de comandos de voz.
- Adicionalmente incluye una salida para audífonos 3.5 y botones dedicados en el centro.

## Shield tablet Cover
La Shield Tablet Cover es una funda con un revestimiento de microfibra, anclaje magnético y diseño de poliuretano, con lo cual se podrá proteger el equipo y funcionara para colocarlo en diferentes posiciones para el disfrute del contenido multimedia.